# Xenofeminismo
O xenofeminismo é um movimento comprometido com a pesquisa radical e crítica que incorpora a tecnologia e a arte à abolição de gênero, considerada uma extensão e um desdobramento do ciberfeminismo. Em seu manifesto Xenofeminismo: Uma política pela alienação, o coletivo Laboria Cuboniks argumenta contra a natureza como desejável e imutável em favor de um futuro no qual o gênero seja desalojado do poder e no qual o feminismo desestabilize e use as ferramentas do opressor para sua própria reconstrução da vida. De acordo com uma publicação de Jilly Boyce Kay, o movimento tem três características principais: é tecnomaterialista, antinaturalista e defensor da abolição de gênero. Isso significa que o movimento contraria os ideais naturalistas que afirmam que existem apenas dois gêneros e visa à abolição do "sistema binário de gênero". O xenofeminismo difere de outras vertentes do ciberfeminismo porque, embora tenha ideais semelhantes, é inclusivo para a população queer e transgêneros.
Também incorpora as ideias do aceleracionismo.

## Etimologia
A palavra é composta do afixo xeno-, do grego antigo xénos, ξένος («anfitrião estranho»), prefixado com feminismo.

## História
Este termo foi iniciado, entre outros, por Diann Bauer, Katrina Burch, Helen Hester, Lucca Fraser, Amy Ireland, Patricia Reed, membros do coletivo transfeminista Laboria Cuboniks, em seu manifesto multilíngue publicado online Xenofeminism, A Politics for Alienation in 2015. Laboria Cuboniks é um anagrama de Nicolas Bourbaki, o pseudônimo coletivo dos matemáticos franceses. O xenofeminismo é uma plataforma, uma abordagem tecno-crítica que visa construir uma nova linguagem e novos usos para a política sexual trans e queer - "uma linguagem que entende seus próprios métodos como material e começa aos poucos". Trata-se de redescobrir o instinto primordial da humanidade e adaptar a tecnologia a esses instintos, e não o contrário.

## Lista de artistas e coletivos
- Kathy fiança
- Laboria Cuboniks[16]
- Gendercodes de código aberto
- Paul B. Preciado
- Amy Ireland[7]
- Helen Hester